# Refrigeração por absorção
Os sistemas de refrigeração por absorção de vapores são ciclos de refrigeração operados a calor, em que um fluido secundário ou absorvente na fase líquida é responsável por absorver o fluido primário ou refrigerante, na forma de vapor.  Ciclos de refrigeração operados a calor são assim definidos, porque a energia responsável por operar o ciclo é majoritariamente térmica.  Descoberta pelo escocês Nairn em 1777, a refrigeração por absorção tem por "pai" o francês Ferdinand Carré (1824-1900), que em 1859 patenteou a primeira máquina de absorção de funcionamento contínuo, usando o par amônia-água.
Água quente, vapor (baixa pressão e alta pressão) e gases de combustão, são algumas das fontes de calor utilizadas para operar equipamentos de absorção, cuja energia térmica pode ser obtida a partir dos seguintes meios:
- Aproveitamento de rejeitos de calor de processos industriais e comerciais;
- Cogeração;
- Energia solar; e
- Queima direta (biomassa, biodiesel, gás natural, biogás).

## Ciclo básico de refrigeração por absorção

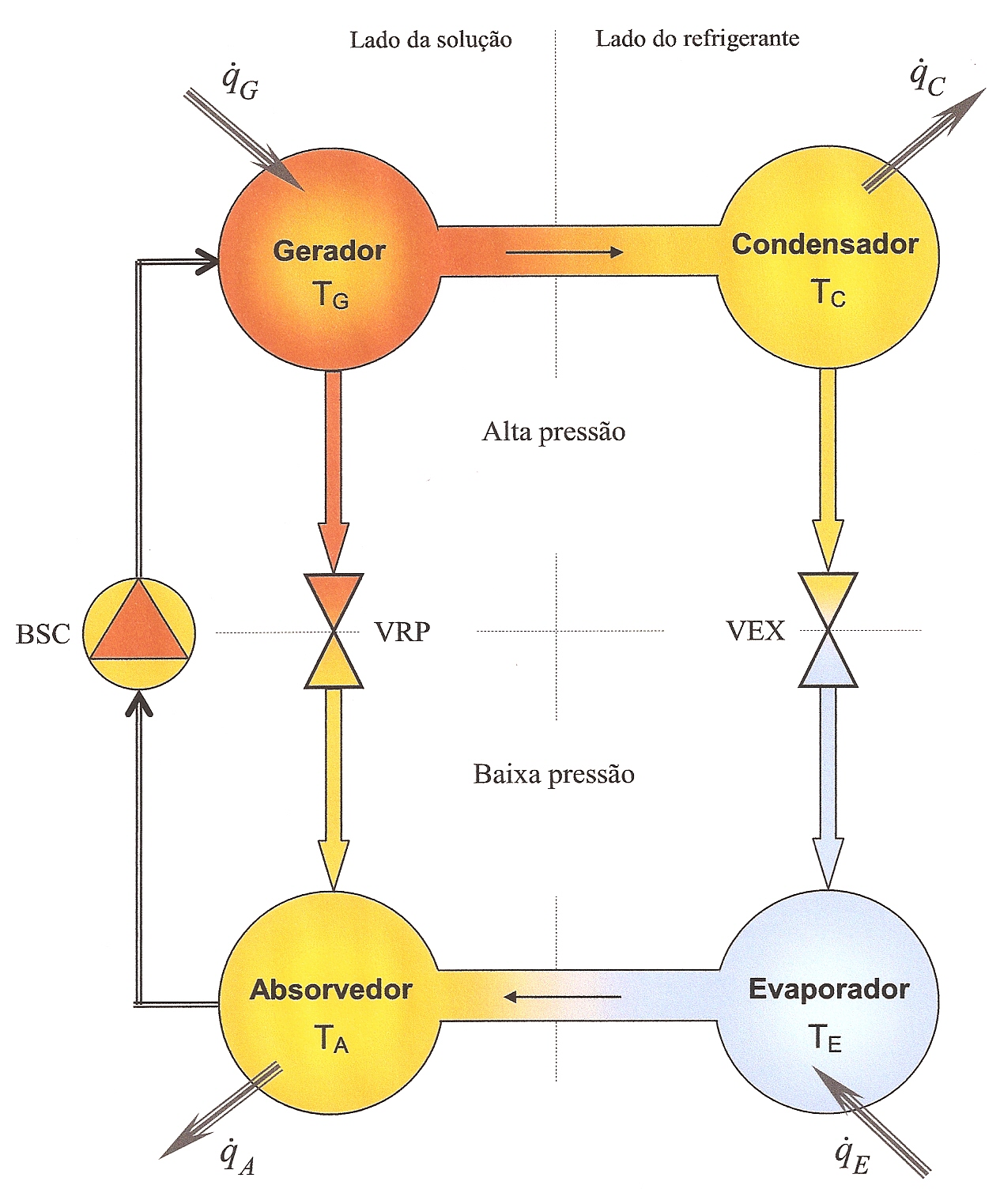
Fig. 1: Ciclo básico de refrigeração por absorção e seus componentes principais.

O ciclo básico de refrigeração por absorção opera com dois níveis de pressão, estabelecidos pelas temperaturas de evaporação {\displaystyle T_{E}} e condensação {\displaystyle T_{C}}, respectivamente.  A Figura 1 mostra um esquema de um ciclo básico de refrigeração por absorção e seus componentes principais.  Pela figura se pode observar que o ciclo contém dois circuitos, o circuito da solução e o circuito de refrigerante.  As setas indicam o sentido de escoamento do refrigerante e da solução, e também o sentido do fluxo de calor entrando ou saindo do ciclo.  No gerador, calor de uma fonte a alta de temperatura é adicionado ao ciclo a uma taxa {\displaystyle {\dot {q}}_{G}}, fazendo com que parte do refrigerante vaporize à temperatura de geração {\displaystyle T_{G}}, e se separe da solução. Esse vapor de refrigerante segue para o condensador, onde o calor de condensação é removido do ciclo, por meio de água ou ar, a uma taxa {\displaystyle {\dot {q}}_{C}}, fazendo com que o refrigerante retorne para a fase líquida à temperatura de condensação {\displaystyle T_{C}}.  O refrigerante líquido, à alta pressão, passa por uma válvula de expansão - VEX, onde ocorre uma brusca queda de pressão associada com a evaporação de uma pequena parcela do refrigerante.  Esse fenômeno, conhecido como expansão, faz cair a temperatura do refrigerante, que segue então para o evaporador. No evaporador, o refrigerante líquido, a uma baixa pressão e a uma baixa temperatura, retira calor do meio que se deseja resfriar a uma taxa {\displaystyle {\dot {q}}_{E}}, retornando novamente para a fase de vapor à temperatura de evaporação {\displaystyle T_{E}}.  No gerador, após a separação de parte do refrigerante, a solução remanescente torna-se uma solução fraca ou pobre em refrigerante.  Essa solução pobre, a uma alta temperatura e a uma alta pressão, passa por uma válvula redutora de pressão - VRP, tem sua pressão reduzida ao nível da pressão de evaporação e segue para o absorvedor.  No absorvedor, a solução absorve vapor de refrigerante oriundo do evaporador, tornando-se uma solução forte ou rica em refrigerante.  O processo de absorção é exotérmico, e para que esse processo não sofra interrupção, o calor de absorção precisa ser removido do ciclo a uma taxa {\displaystyle {\dot {q}}_{A}}, de forma a manter constante a temperatura de absorção {\displaystyle T_{A}}.  Uma bomba de recirculação de solução - BSC é responsável por, simultaneamente, elevar a pressão e retornar a solução rica para o gerador, garantindo assim a continuidade do ciclo.  Vale destacar que o condensador e gerador estão submetidos a uma mesma pressão, pressão de alta do sistema, e por isso, em alguns equipamentos comerciais, são abrigados em um mesmo vaso.  Da mesma forma, o evaporador e o absorvedor estão submetidos à mesma pressão, pressão de baixa do sistema, e eventualmente abrigados em um mesmo vaso.

## Coeficiente de performance - COP
O coeficiente de performance - COP, também conhecido como coeficiente de eficácia, caracteriza o desempenho de um ciclo de refrigeração, relacionando o efeito desejado - refrigeração, com o que se paga por isso - energia consumida.  No caso de um ciclo de refrigeração por absorção, o COP é definido como a relação entre a taxa de refrigeração e a taxa de fornecimento de energia pela fonte térmica.
{\displaystyle COP={\frac {{\dot {q}}_{E}}{\dot {Q}}}}
{\displaystyle COP={\frac {(\ T_{G}-\ T_{A})}{\ (T_{A}-\ T_{E})}}}
Onde,
{\displaystyle T_{A}} - Temperatura de entrada no compressor;
{\displaystyle T_{E}} - Temperatura de entrada no evaporador
{\displaystyle T_{G}} - Temperatura de saída do compressor.
Considera-se que a temperatura da solução no absorvedor é aproximadamente igual à temperatura do refrigerante no condensador ou temperatura de condensação {\displaystyle T_{C}} .

## Classificação
Os sistemas de refrigeração por absorção podem ser classificados segundo os fluidos de trabalho empregados.  São três as tecnologias comercialmente consagradas:
- Amônia-água;
- Amônia-água-hidrogênio; e
- Água-brometo de lítio.

Os sistemas de refrigeração por absorção, utilizando a solução binária amônia-água, passaram a ser empregados comercialmente, a partir de 1859, com o intuito de produzir gelo.  Nesses sistemas, a água faz o papel do fluido secundário, ou seja, é responsável por absorver os vapores de amônia.  Por utilizarem amônia como refrigerante, cuja temperatura de congelamento é de -77°C, tais sistemas são hoje normalmente empregados no campo da refrigeração, em grandes instalações industriais, que requeiram temperaturas inferiores a 0°C.  Contudo, o uso da solução amônia-água se estendeu, a partir das décadas de 1960 e 1970, para equipamentos de ar condicionado de pequeno a médio porte (10 a 90 kW), com condensação a ar, no resfriamento e na calefação de instalações residenciais e comerciais.
O sistema de refrigeração por absorção utilizando amônia-água-hidrogênio, também conhecido como sistema por difusão, foi desenvolvido em 1920 pelos suecos Baltazar von Platen e Carl Munters.  Tem como base o ciclo amônia-água, com a adição de hidrogênio para equalizar a pressão em todo o sistema.  Empregado em refrigeradores residenciais e veiculares, o ciclo não possui bomba de recirculação de solução, fazendo com que esses equipamentos sejam extremamente silenciosos.
A utilização da absorção com solução de água-brometo de lítio, se deu a partir de 1946 com a disseminação do uso do condicionamento do ar para resfriamento e calefação de ambientes.  Nesse sistema, a água desempenha o papel do refrigerante, enquanto uma solução de água-brometo de lítio é o agente absorvente.  Por utilizar água como refrigerante, cuja temperatura de congelamento é 0°C, sua utilização é restrita a aplicações com alta temperatura de evaporação, ar condicionado por exemplo.  Atualmente, instalações centrais de ar condicionado em grandes edifícios, utilizam equipamentos de absorção, com condensação a água, fabricados nas capacidades de 352 a 5.275 kW.